# Église Saint-Martin de Sargé-sur-Braye
L'église Saint-Martin est une église catholique située à Sargé-sur-Braye, en France.

## Localisation
L'église est située dans le département français de Loir-et-Cher, sur la commune de Sargé-sur-Braye.

## Historique
L'édifice est classé au titre des monuments historiques en 1958.